# Metapone hewitti
Metapone hewitti är en myrart som beskrevs av Wheeler 1919. Metapone hewitti ingår i släktet Metapone och familjen myror. Inga underarter finns listade i Catalogue of Life.